# 刈谷田川
刈谷田川（かりやたがわ）は、新潟県中越地方を流れる信濃川水系の一次支川で一級河川指定を受けている。

## 地理
新潟県長岡市（栃尾地域）栃堀の中津又沢合流点に源を発し、栃尾市街地を流れたのち、見附市、長岡市（中之島地域）を経て、燕市横田・三条市尾崎の境界付近で信濃川に合流する。

## 治水
もともと全域で複雑に蛇行しており、川幅が狭く、流れも急で度々氾濫し洪水被害を起こしたため、古くから暴れ川として知られた。このため、流量を大きくする河川改修が度々行われた。特に大規模なものとしては、1919年（大正8年）から1941年（昭和16年）にかけて実施された事業で、見附市中心部の流れがほぼ東西に直線状に改修された。現在でも見附市と長岡市の市境が河道から外れて曲がりくねっている箇所があるが、これは改修前の旧河道の名残である。

また、1964年7月7日の水害を契機として行われた河川改修（河川災害復旧助成事業）により、1980年（昭和55年）に刈谷田川ダムが完成した。
しかし平成16年7月新潟・福島豪雨では、大小6カ所で破堤し、旧中之島町、見附市に甚大な被害をもたらした。河川管理者の新潟県により見附市上流域での遊水池設置や、堤防かさ上げ等の河川改修（河川災害復旧助成事業及び河川災害復旧等関連緊急事業）が行われ、2010年（平成22年）完工した。平成23年7月新潟・福島豪雨ではその遊水地が治水機能を発揮した。

## 流域の自治体
新潟県
長岡市、見附市、三条市、燕市

## 河川施設
- 刈谷田川ダム（新潟県長岡市栃堀）

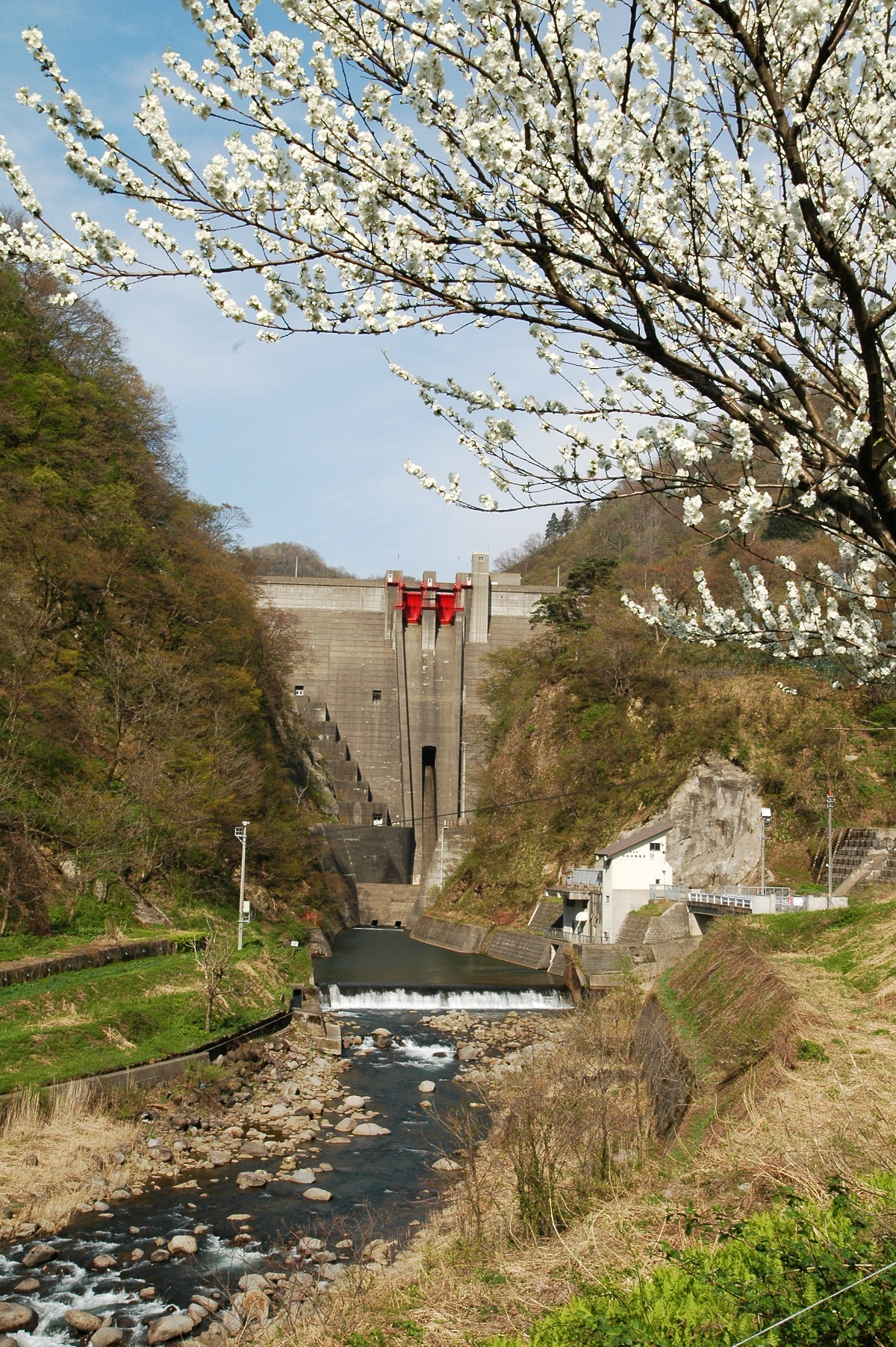
刈谷田川ダム

- 栃尾浄水場（長岡市栃堀2943番地）[5]- 旧栃尾市水道整備事業により竣工、合併後も長岡市に引き継ぎ供用中

1960年（昭和35年）9月 - 第一期完成
1983年（昭和58年）3月 - 第二期拡張完成